# Mercado de balcão
Mercado de balcão (do inglês Over-The-Counter (OTC)), também conhecido como OTC, são todas as distribuições, compra e venda de ações realizadas fora da bolsa de valores, como a Bolsa de Nova York (NYSE). É onde são fechadas operações de compra e venda de títulos, valores mobiliários, commodities e contratos de liquidação futura, diretamente entre as partes ou com a intermediação de instituições financeiras, mas tudo fora das bolsas. Estas negociações ocorrentes em Mercados de Balcão são realizadas através de uma rede de broker-dealers (corretores/negociantes).
Nesse tipo de operação somente os participantes conhecem os termos do contrato, que podem ser completamente adequados às necessidades específicas de cada parte. As particularidades de cada contrato dificultam sua negociação posterior, sendo comum os participantes manterem essas posições em suas carteiras até o vencimento. Outro problema é a liquidez. O fato das negociações serem realizadas fora das bolsas torna mais difícil a revenda dos papéis.
Os intermediários do sistema que compõem o mercado de balcão são as instituições financeiras e as sociedades constituídas.
O mercado de balcão nada mais é que mais um segmento do mercado de capitais, no qual são negociados títulos autorregulados sob fiscalização da Comissão de Valores Mobiliários (CVM). Neste segmento, não existe um local físico determinado para as operações de compra e venda de ativos – que costumam acontecer por telefone ou através de sistemas eletrônicos.
Enquanto a Bolsa de Valores é um mercado organizado onde ativos financeiros são negociados, o mercado de balcão –  também conhecido como OTC – é um mercado onde são negociados os mais diversos títulos de valores mobiliários que não possuem autorização para serem negociados na Bolsa de Valores.
Apesar disso, todas  as negociações no mercado de balcão devem respeitar determinadas regras – que têm como objetivo prezar pela manutenção da transparência das negociações.
Para muitas empresas, o mercado de balcão é de vital importância. Isso porque existe uma série de condições que devem ser preenchidas pelas companhias para que ações e outros ativos sejam negociados em bolsa de valores. E muitas destas empresas não conseguem preencher todos estes requisitos.
Já no mercado de balcão, as exigências são menores e mais flexíveis, permitindo que mais empresas possam participar deste mercado e se aproximar dos investidores. Sem o mercado de balcão, portanto, muitas empresas – especialmente as menores – não teriam como ter acesso ao mercado de capitais.
O primeiro mercado de balcão organizado destinado às negociações de ativos no Brasil foi a SOMA – Sociedade Operadora de Mercados Ativos, que foi adquirida pela BM&FBovespa (atual B3) em 2002.  Após o negócio, a SOMA passou a se chamar de SOMA FIX – atual mercado de balcão organizado de títulos de renda fixa da bolsa de São Paulo.
A maior parte das negociações eletrônicas envolvendo ativos, títulos e derivativos que acontece no mercado de balcão brasileiro é registrada pela Cetip (Central de Custódia e Liquidação Financeira de Títulos Privados).
É a companhia que oferece a este mercado suporte ao registro eletrônico, depósito, negociação e liquidação financeira das negociações – garantindo maior transparência e segurança nas transações.